# Psathyrella kitsiana
Psathyrella kitsiana är en svampart som tillhör divisionen basidiesvampar, och som beskrevs av L. Örstadius. Psathyrella kitsiana ingår i släktet Psathyrella, och familjen Psathyrellaceae. Arten är reproducerande i Sverige.